# Середовище стільниці
Середовище стільниці (англ. desktop environment) — різновид графічного інтерфейсу користувача, заснований на метафорі стільниці.
Таке середовище забезпечує простір, що називається стільницею, на якому з'являються вікна, піктограми та інші елементи. Зазвичай підтримуються механізми, які поєднують різні частини середовища, — наприклад, drag-n-drop (переміщення даних між вікнами за допомогою вказівного пристрою). Призначення стільниці — створення інтуїтивного способу взаємодії користувача з комп'ютером.

## Приклади середовищ стільниці
Найпоширенішими середовищами стільниці є Провідник ОС Microsoft Windows або Aqua (Apple OS X). В Unix-подібних операційних системах найпопулярнішими з таких, що використовують X Window System, є Xfce та LXDE.
Менш відомі середовища стільниці: Aston, BB4Win, BBlean, Cairo, Geoshell, Chroma, Emerge Desktop, elk, FVWM-Crystal, Graphics Environment Manager, LiteStep, MATE, Bob, Norton Desktop, OpenWindows, Packard Bell Navigator, Program Manager, Project Looking Glass, Ratposion, SEAL, Secure Desktop, SharpE, Talisman Desktop, WinStep, Workbench, UDE, XFast, Xito та багато інших.

## Менеджери вікон
Менеджери вікон X Window System, придатні до використання окремо від будь-якого середовища стільниці, найчастіше містять елементи, схожі з елементами середовищ стільниці. Найхарактернішими прикладами можуть бути Enlightenment та Openbox. Менеджери вікон Window Maker та AfterStep, у свою чергу, нагадують інтерфейс NeXTSTEP.

## Середовище робочого столу X Window System
У системах з X Window System поняття «Середовище стільниці» сприймається в дещо ширшому розумінні. В цьому контексті середовище стільниці складається з менеджера вікон (наприклад, Metacity або KWin), файлового менеджера (наприклад, Nautilus або Dolphin), набору тем, програм і бібліотек. Будь-який із цих модулів може бути замінений та індивідуально налаштований для досягнення потрібної комбінації, але більшість середовищ використовують придатні для більшості користувачів налаштування.

### Галерея

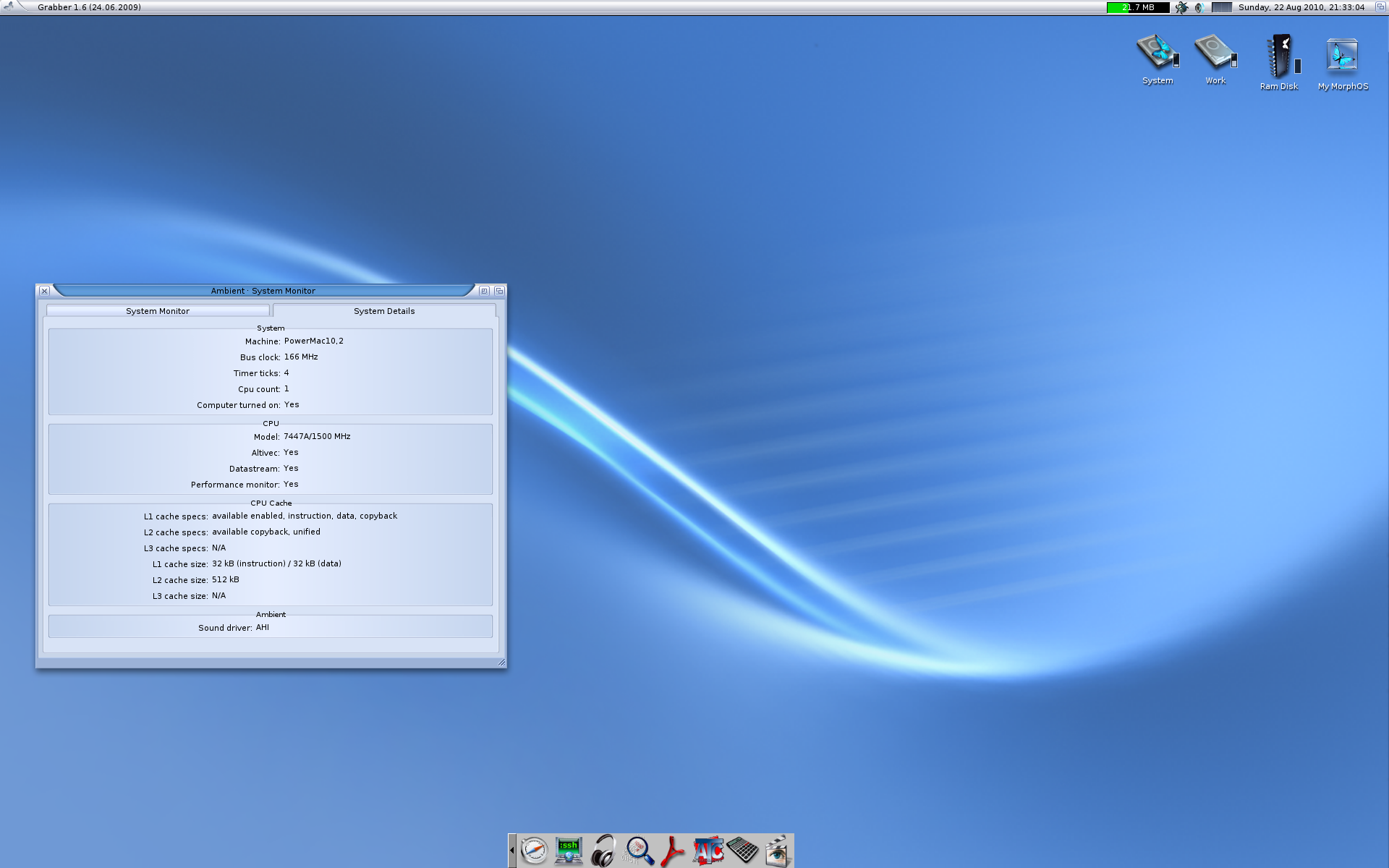
Ambient
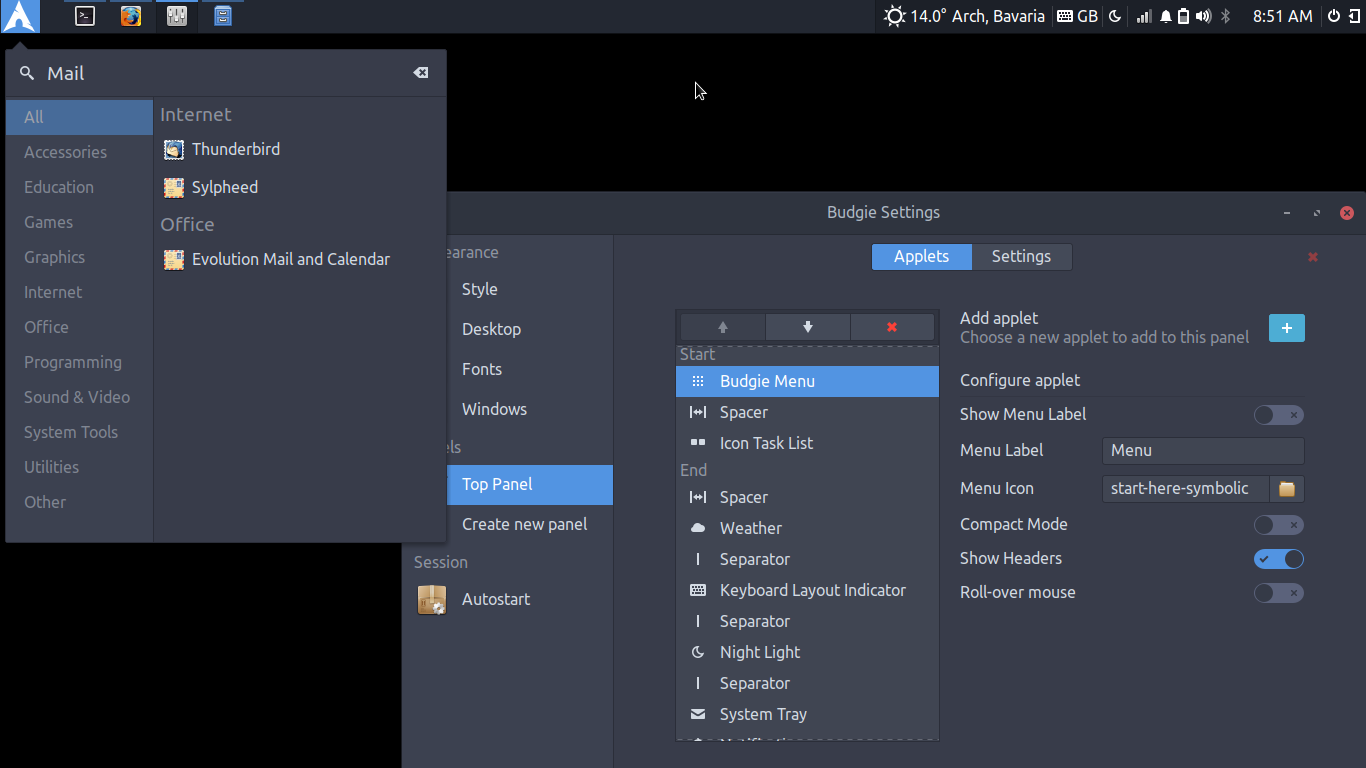
Budgie[en]
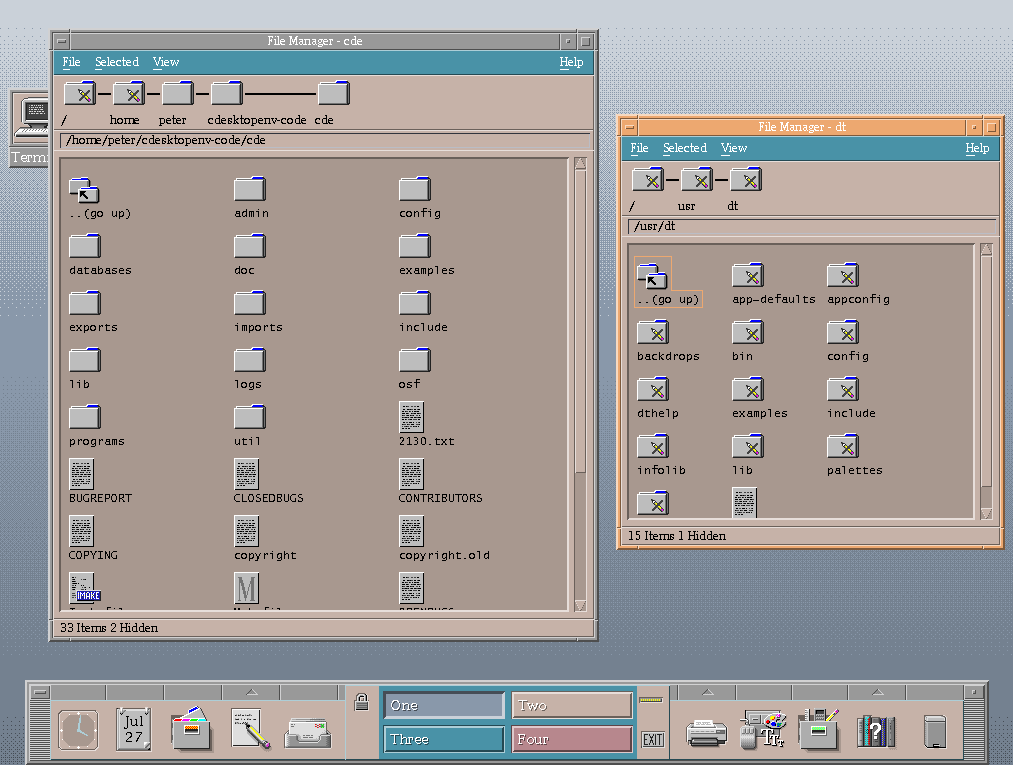
CDE
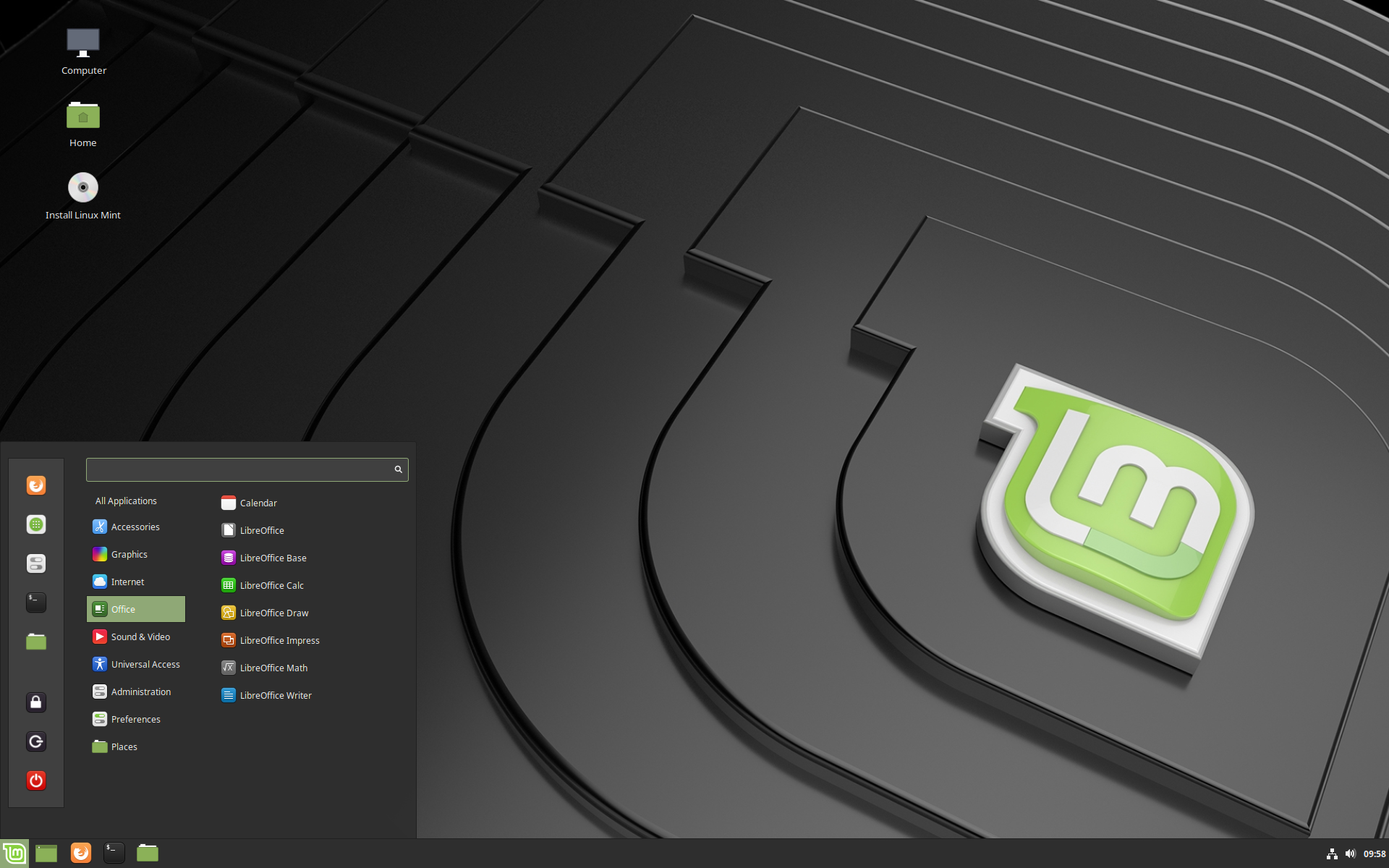
Cinnamon
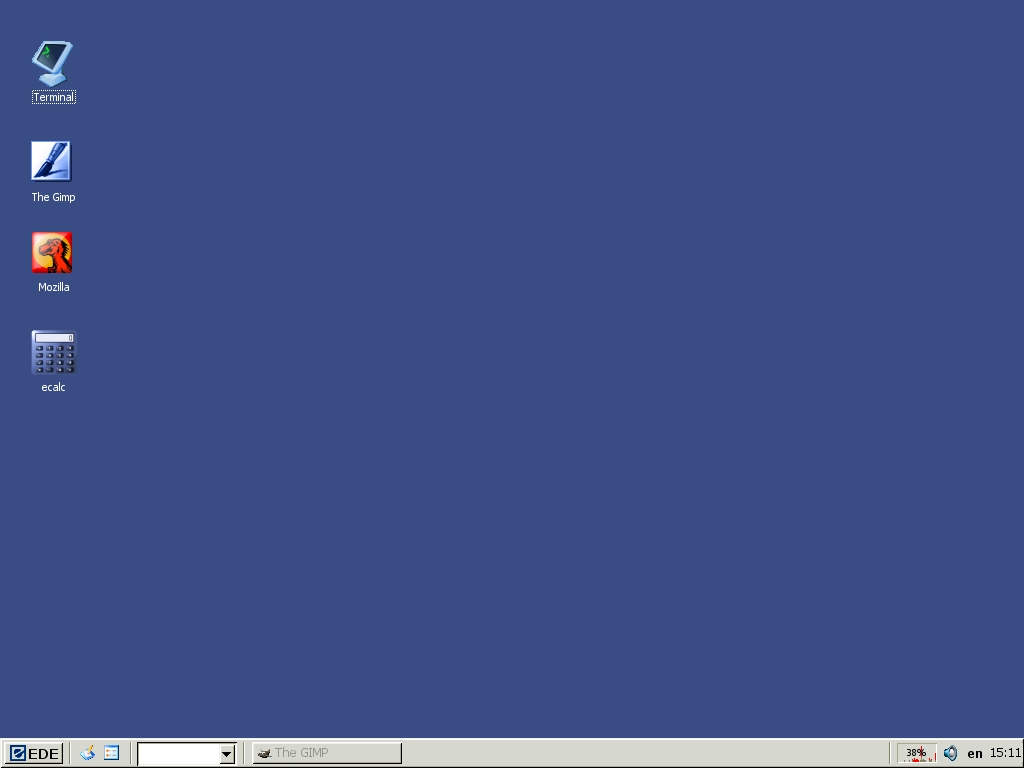
EDE
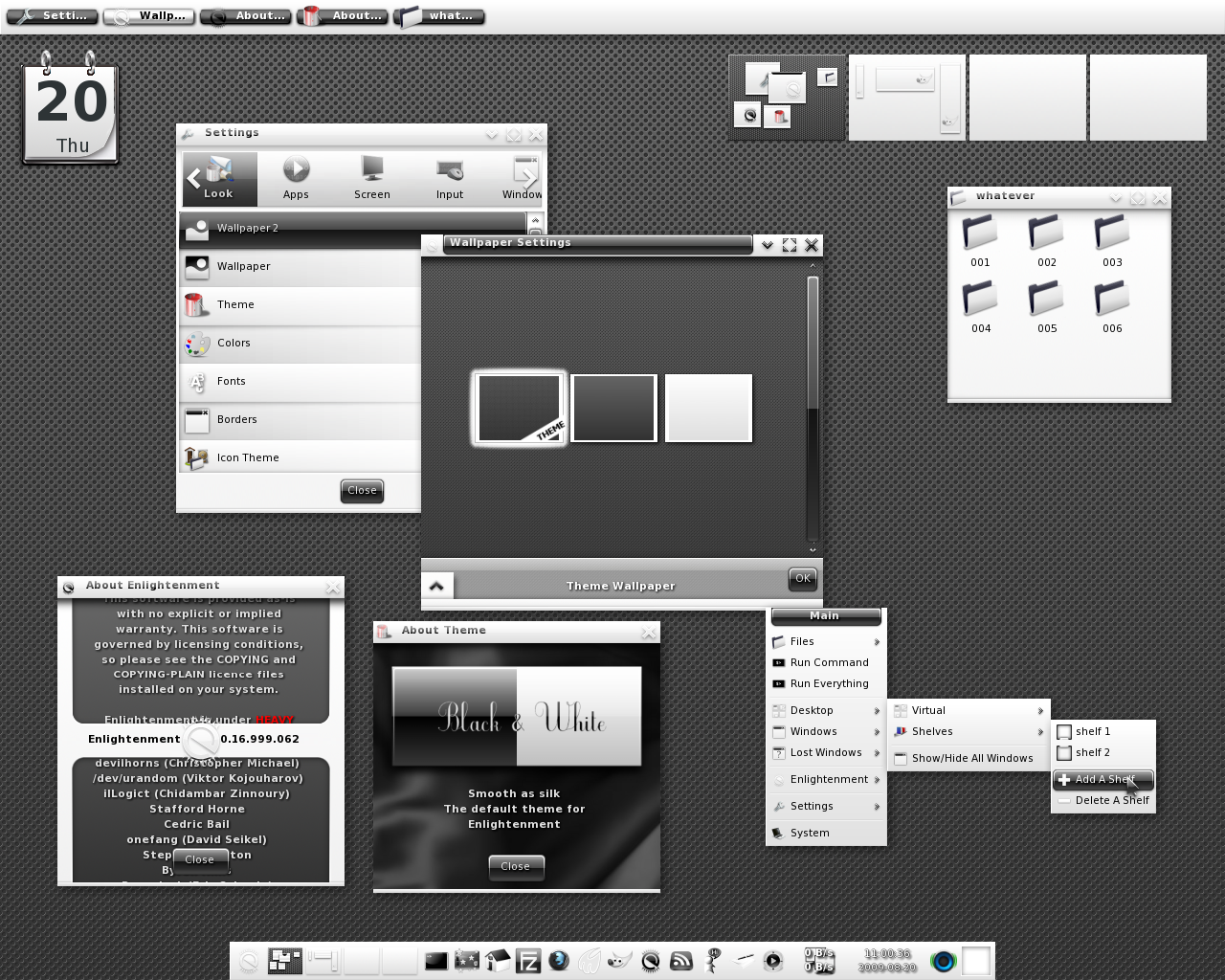
Enlightenment
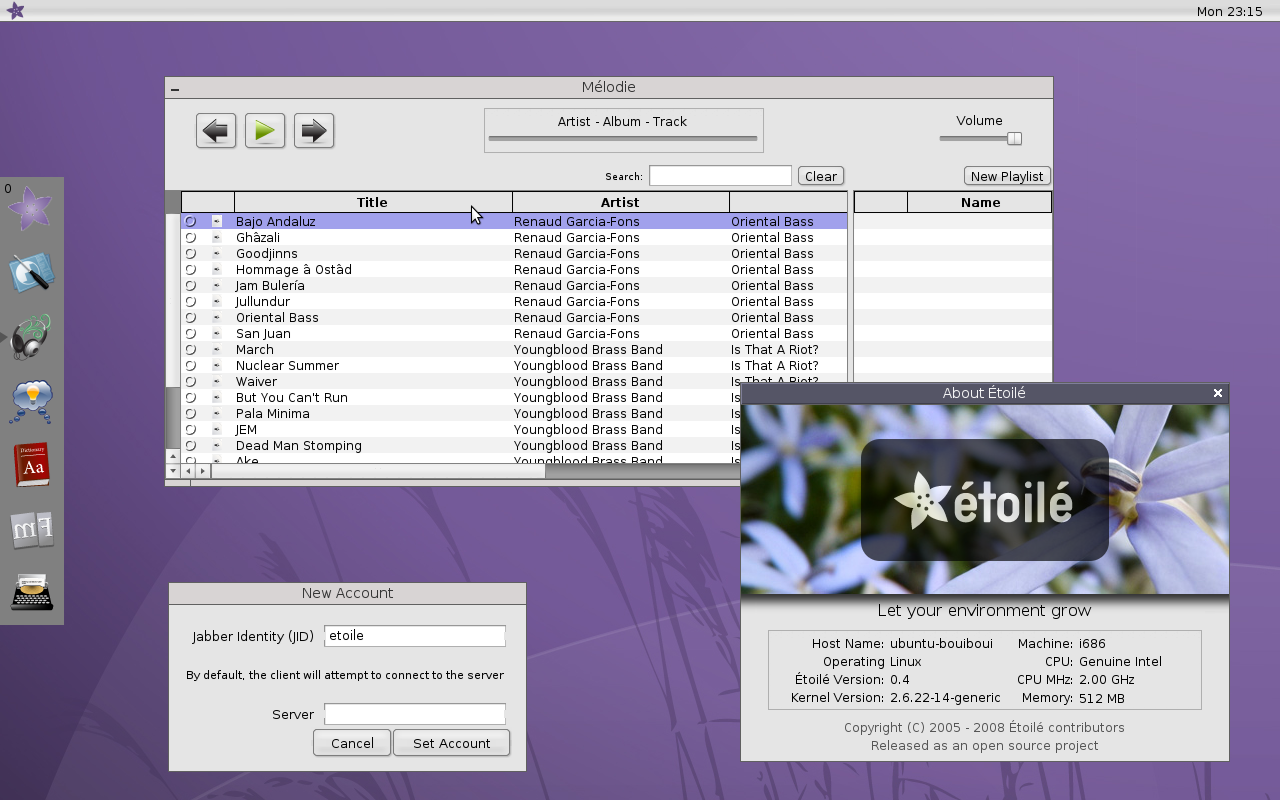
Étoilé
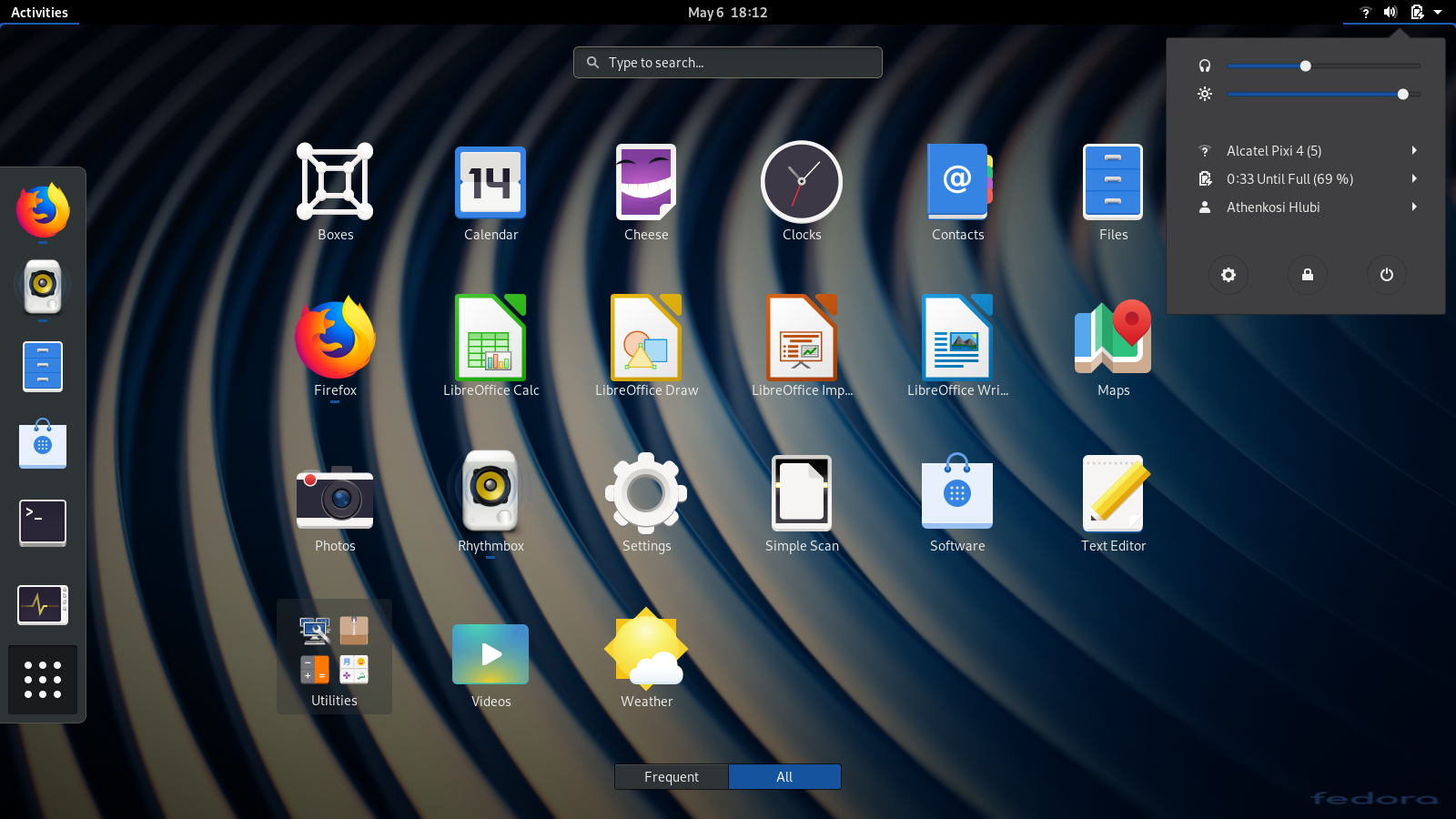
GNOME Shell
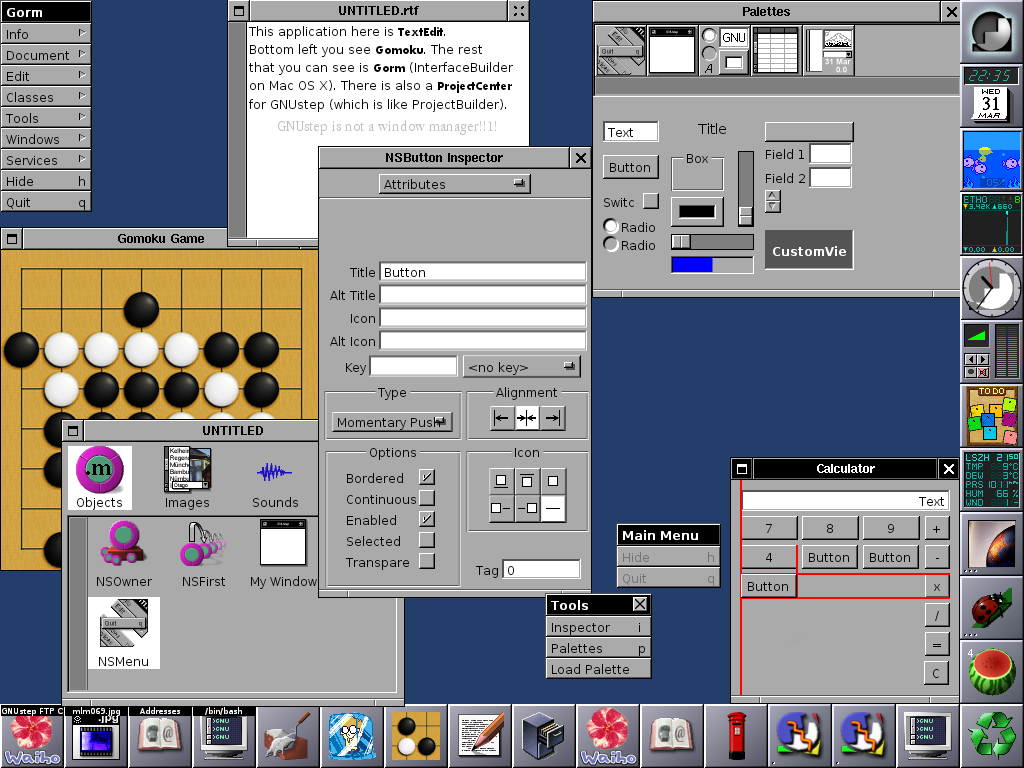
GNUstep
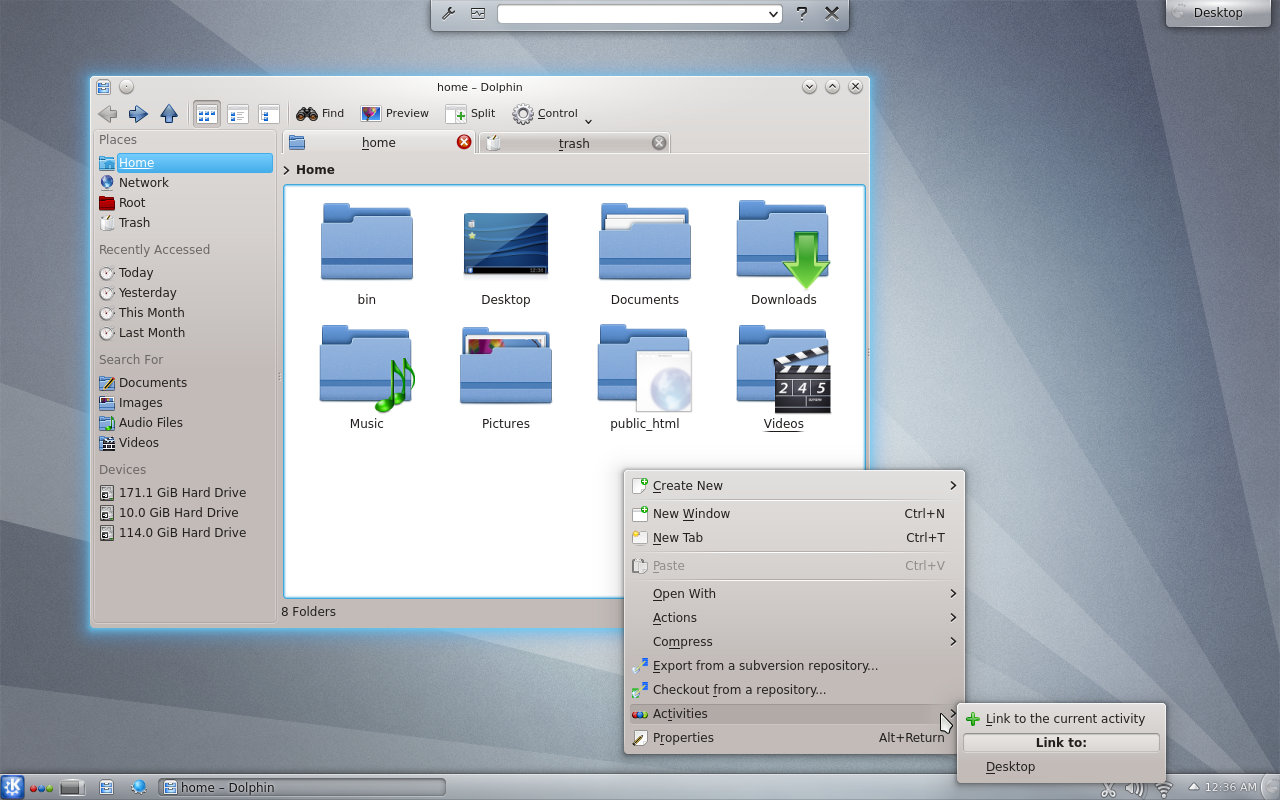
KDE Plasma 4
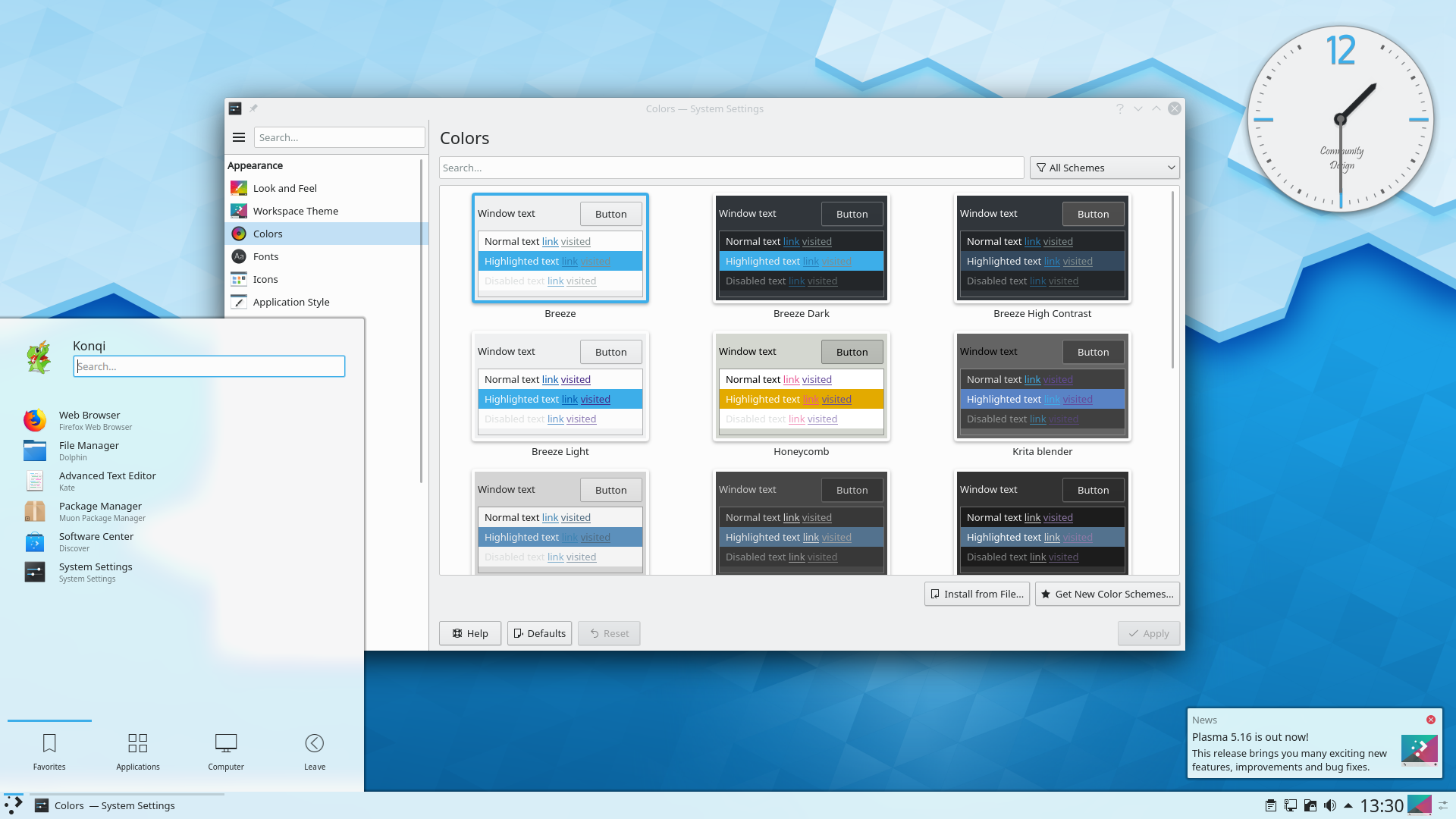
KDE Plasma 5
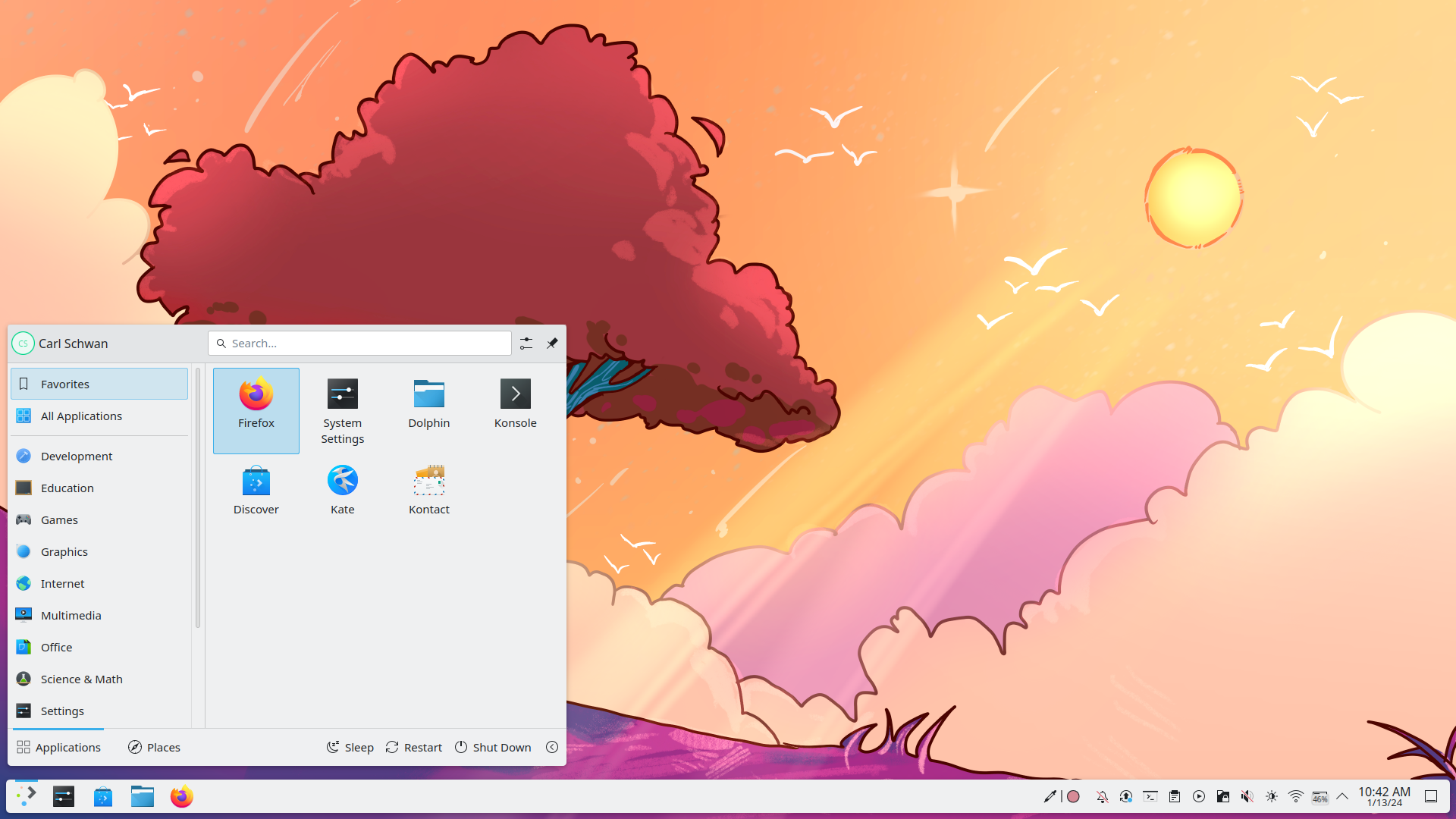
KDE Plasma 6
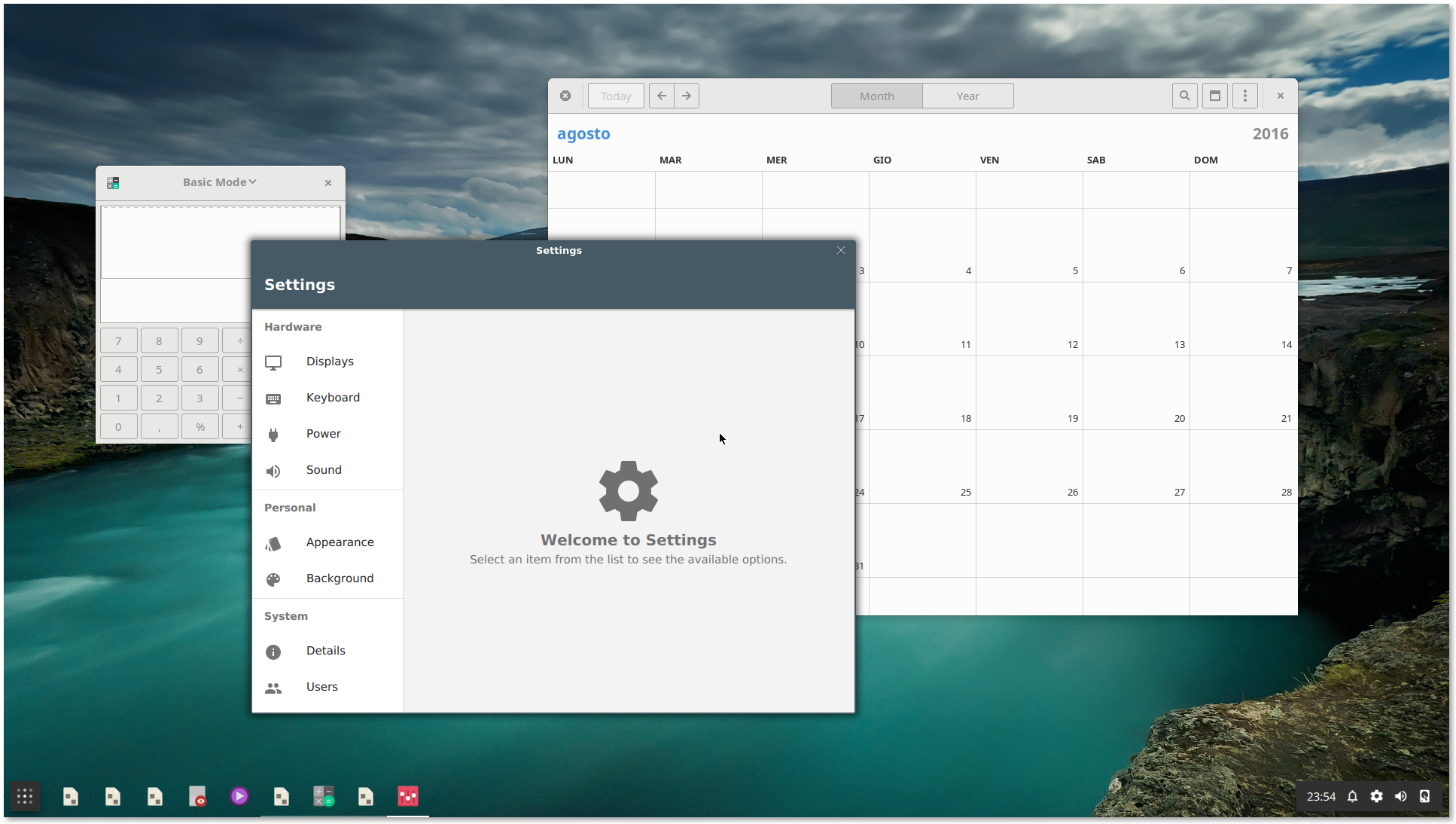
Liri Shell
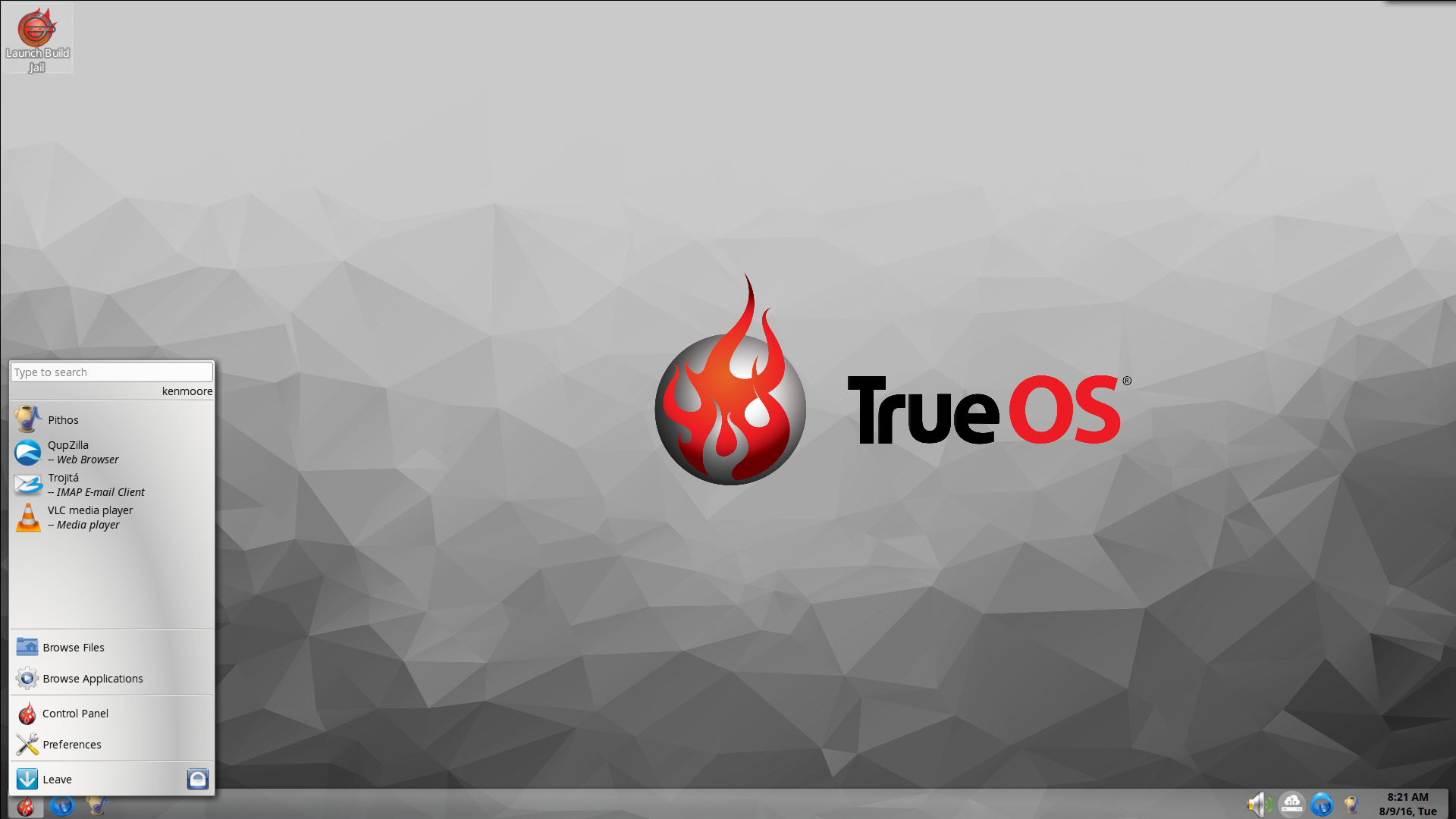
Lumina
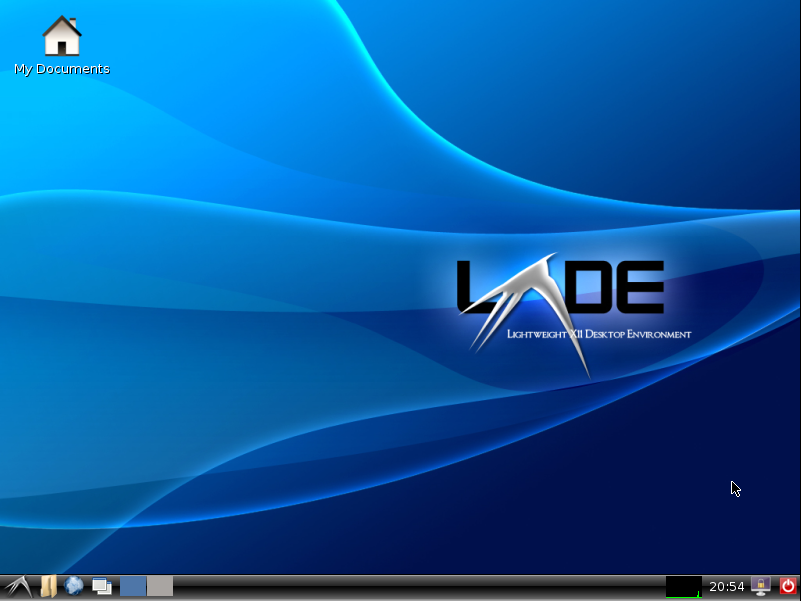
LXDE
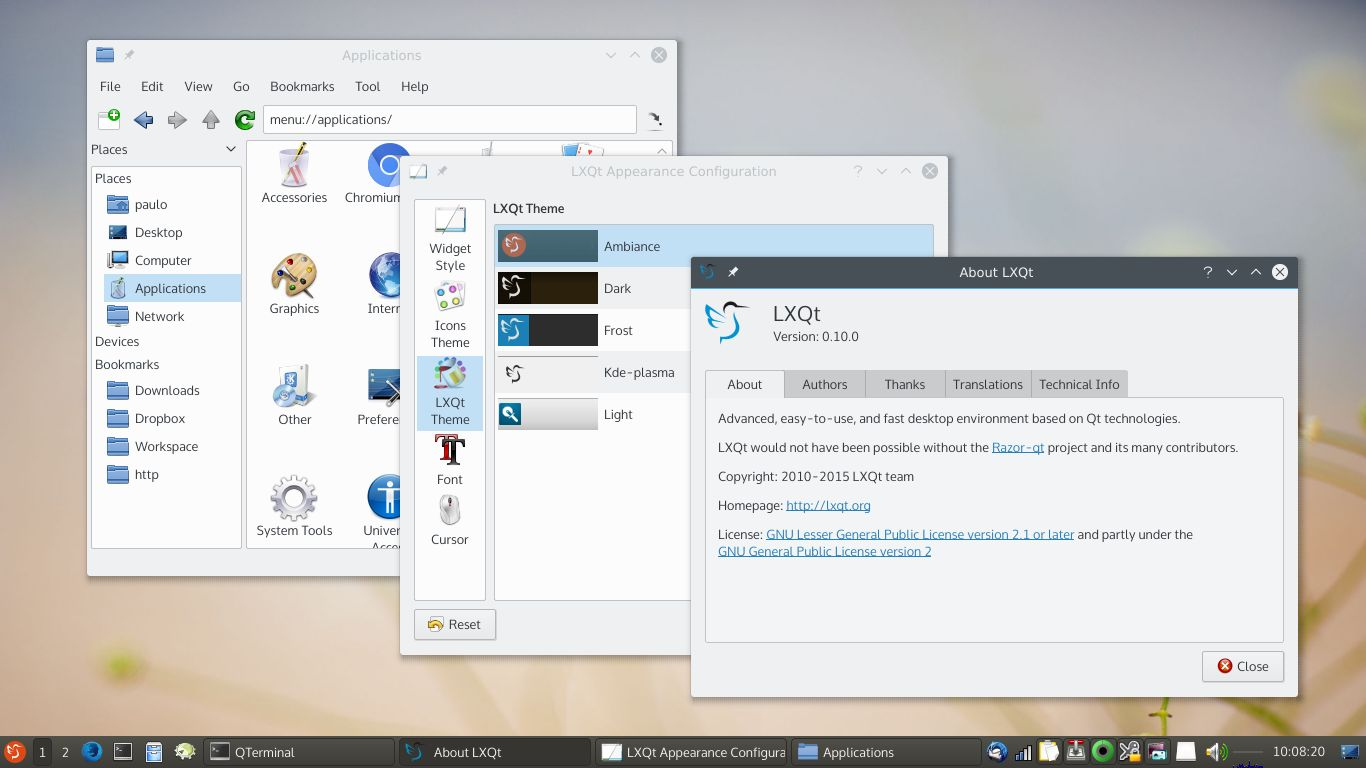
LXQt
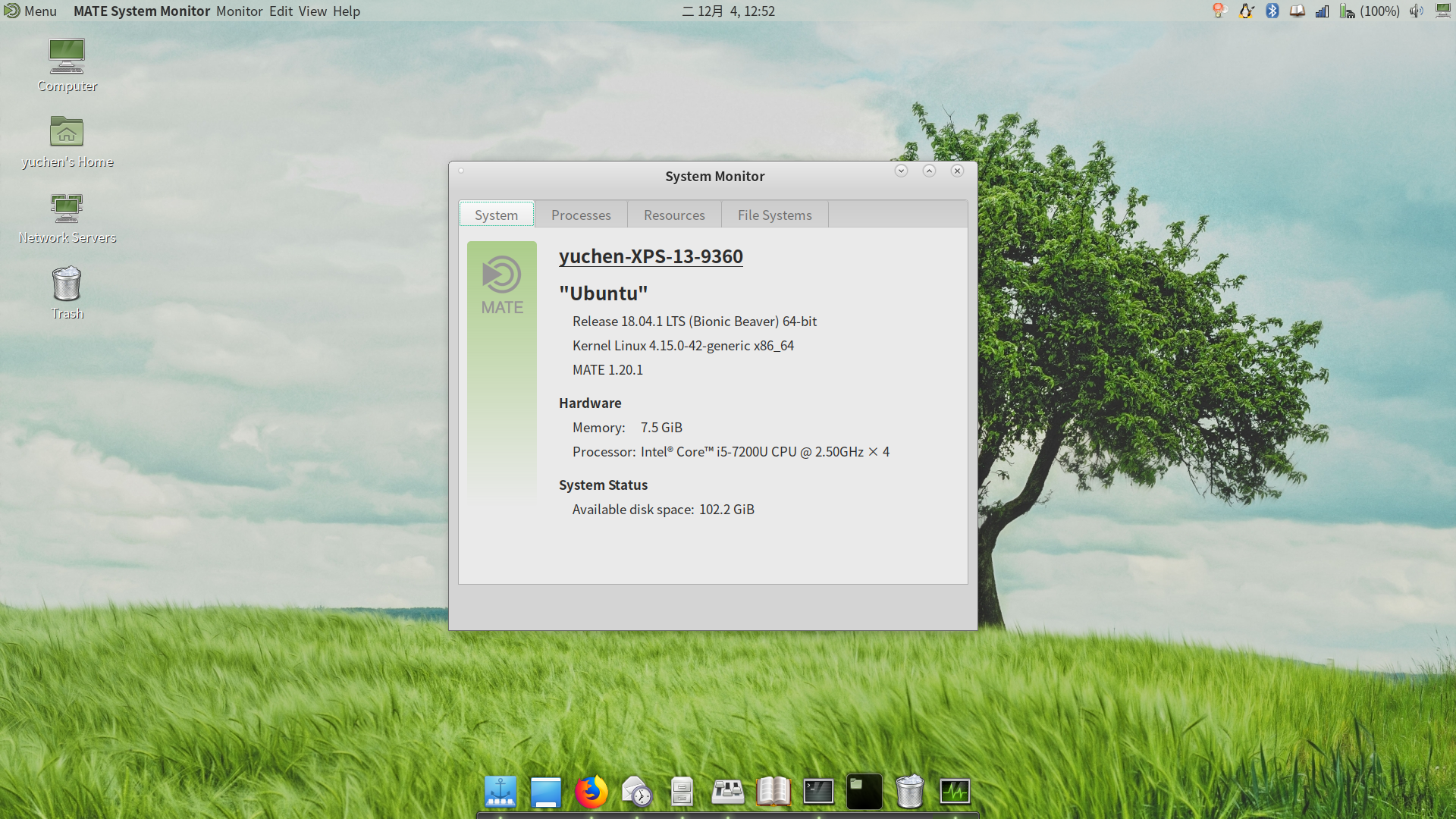
MATE
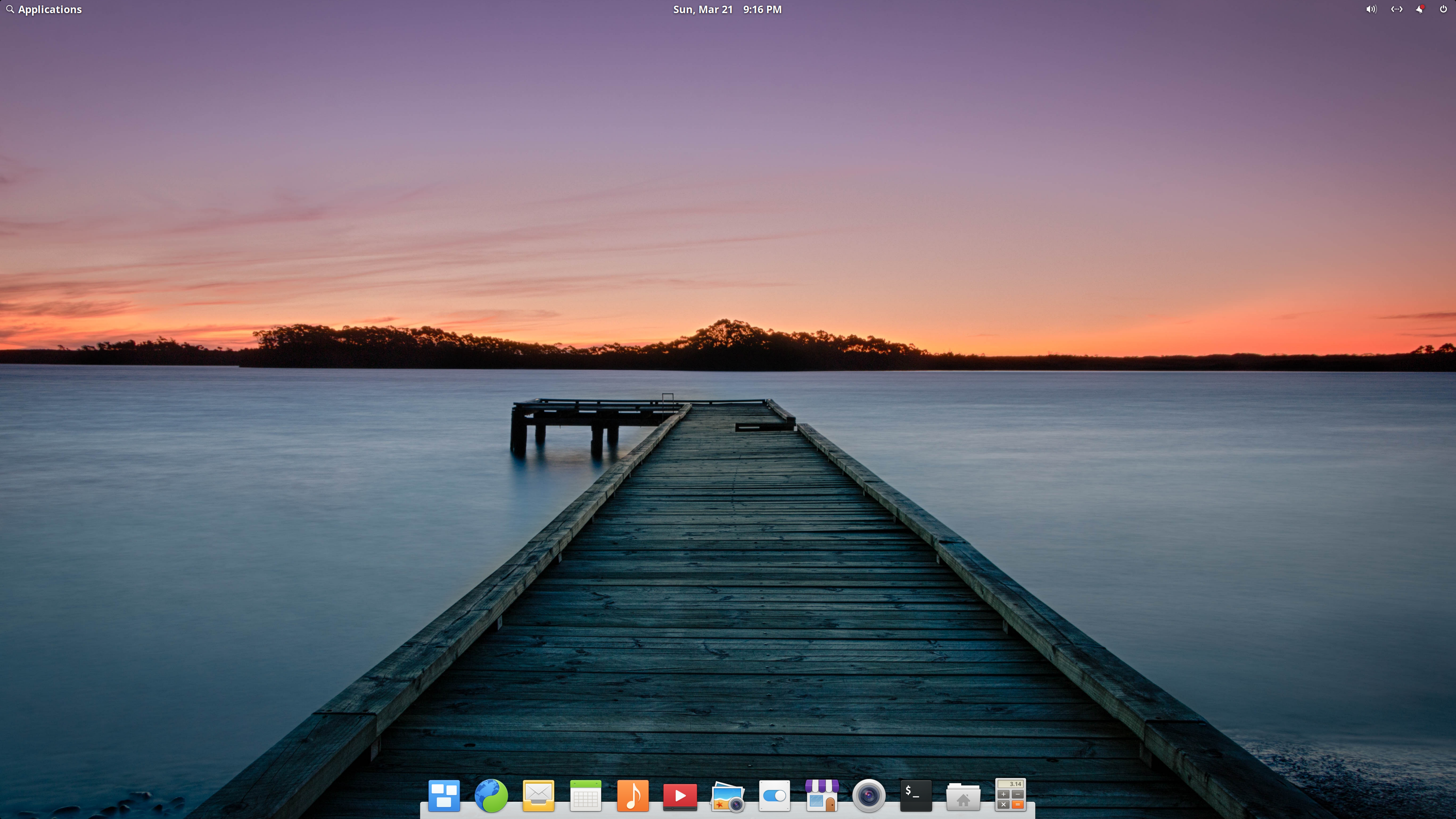
Pantheon
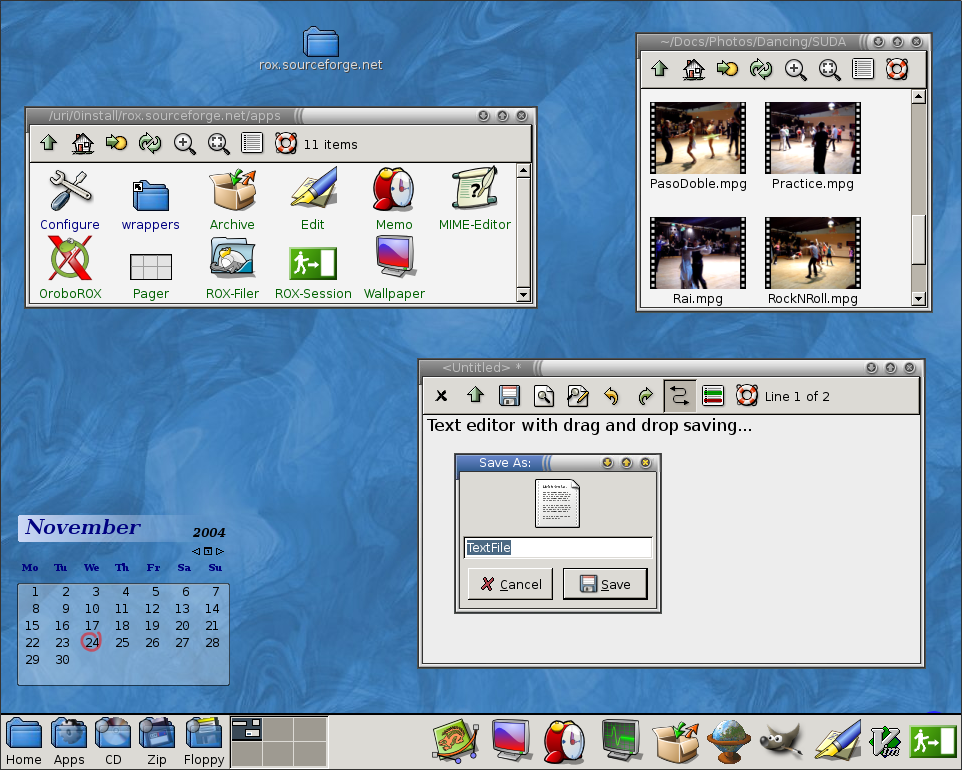
ROX Desktop
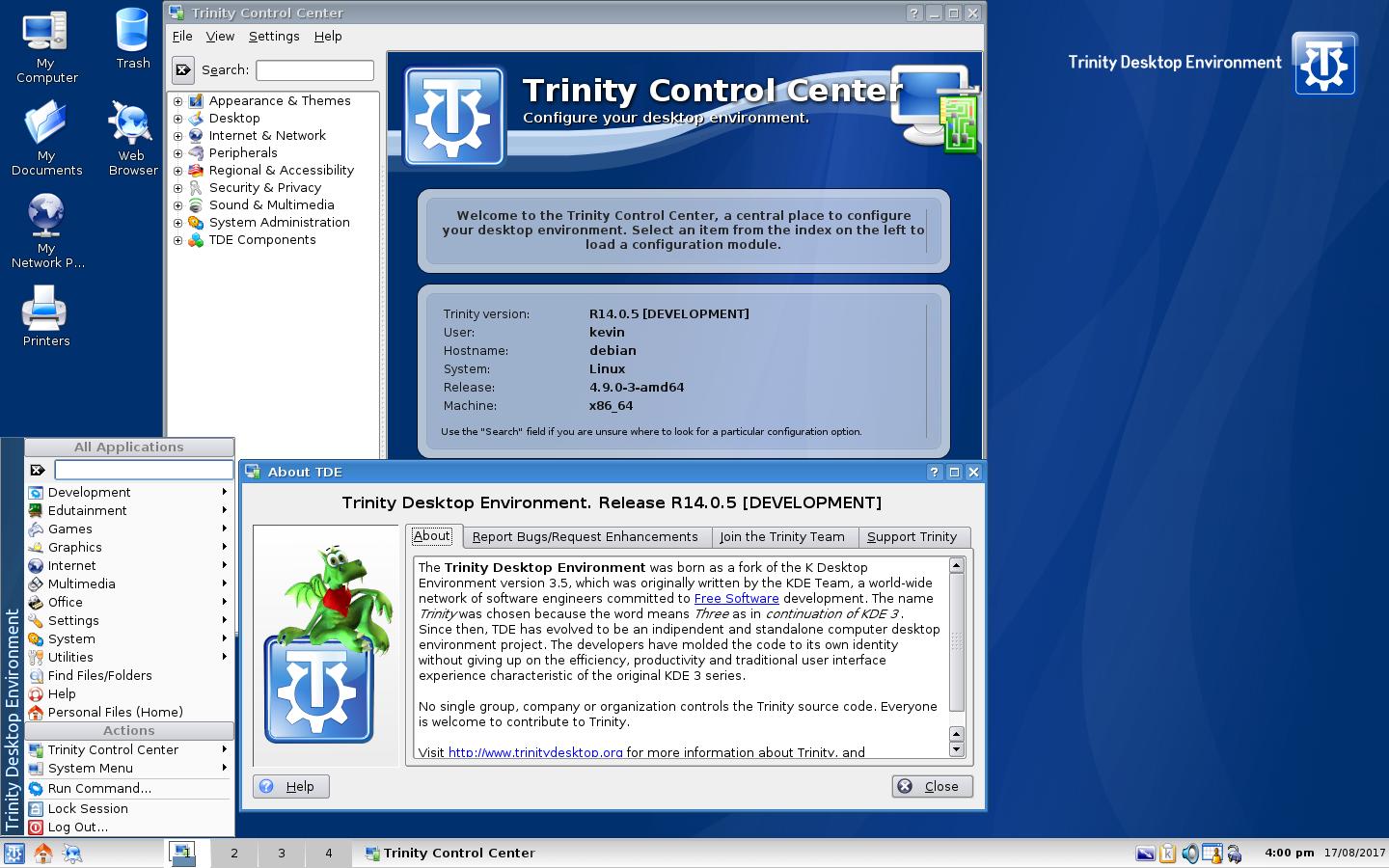
Trinity
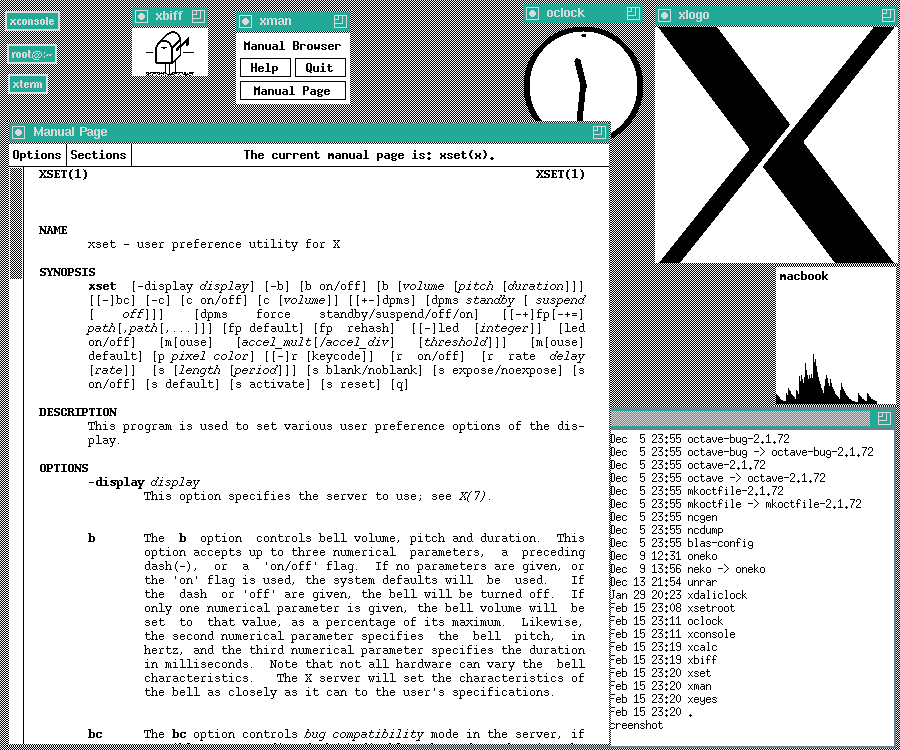
twm
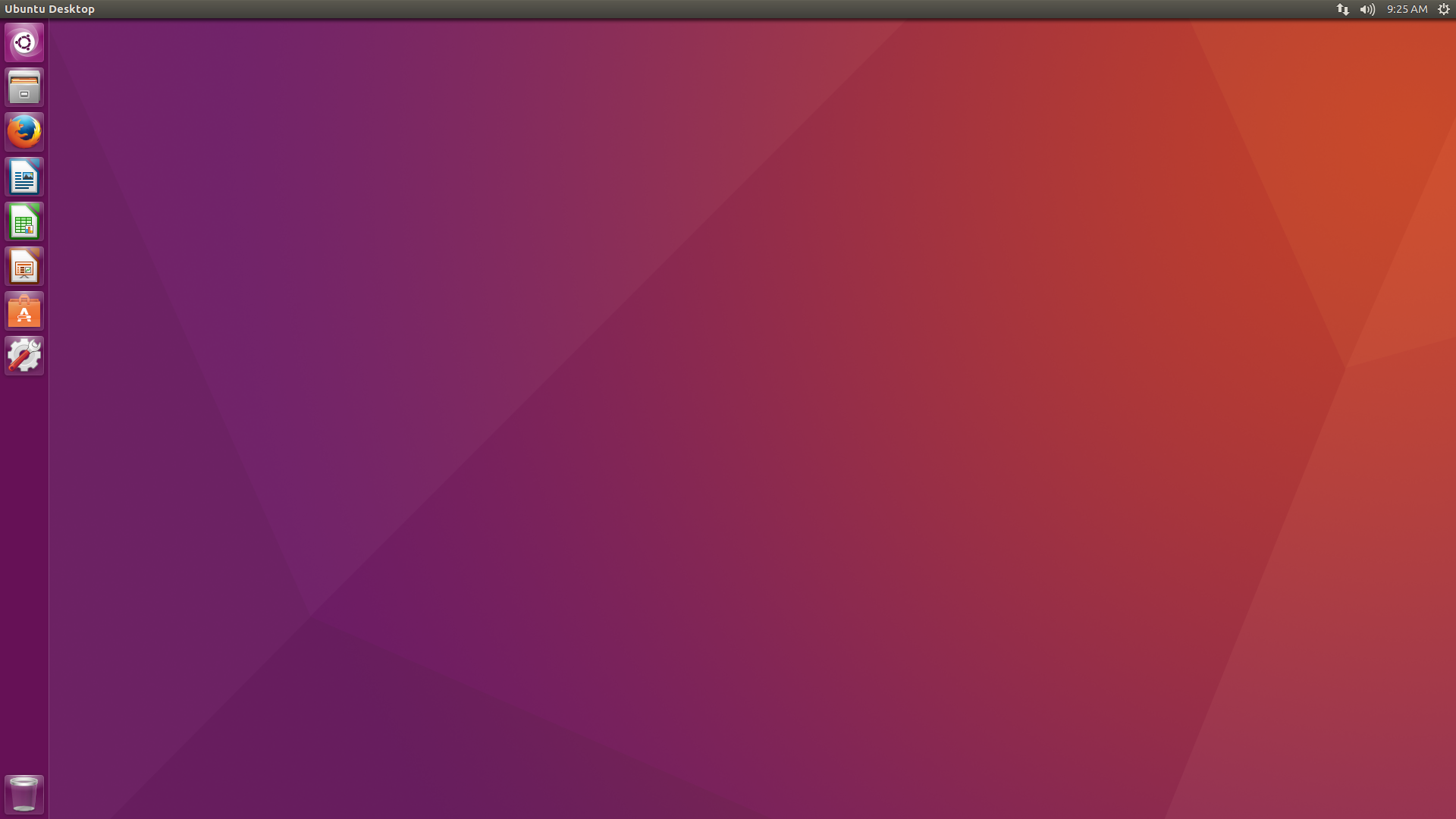
Unity
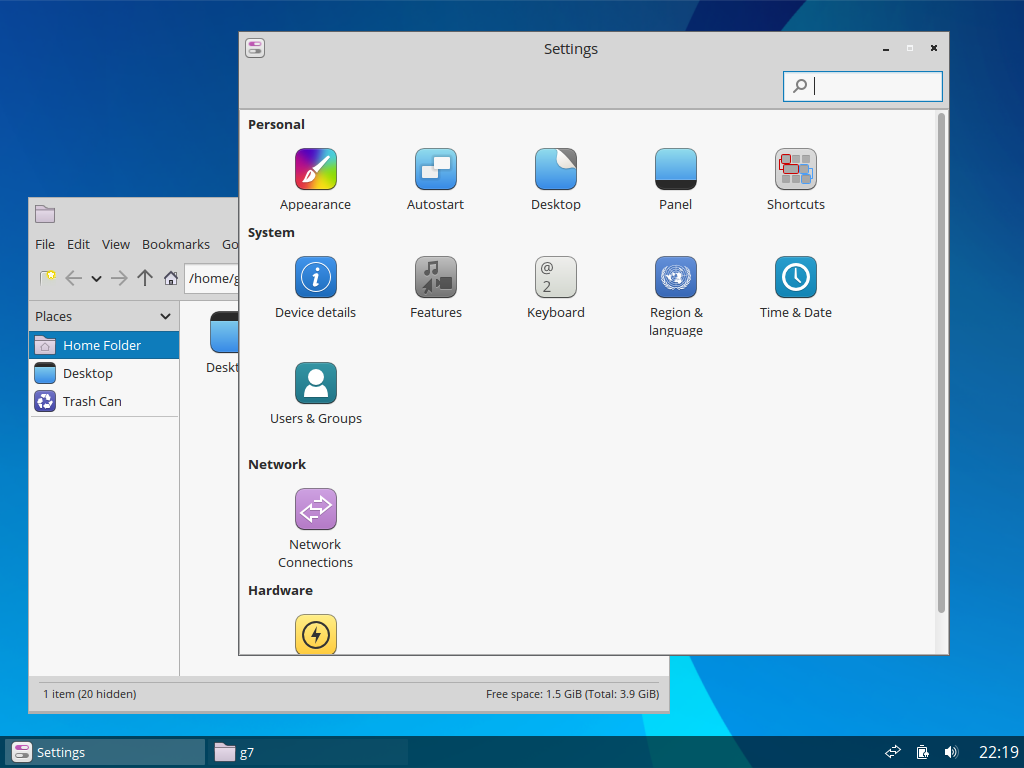
vera / UDE[en]
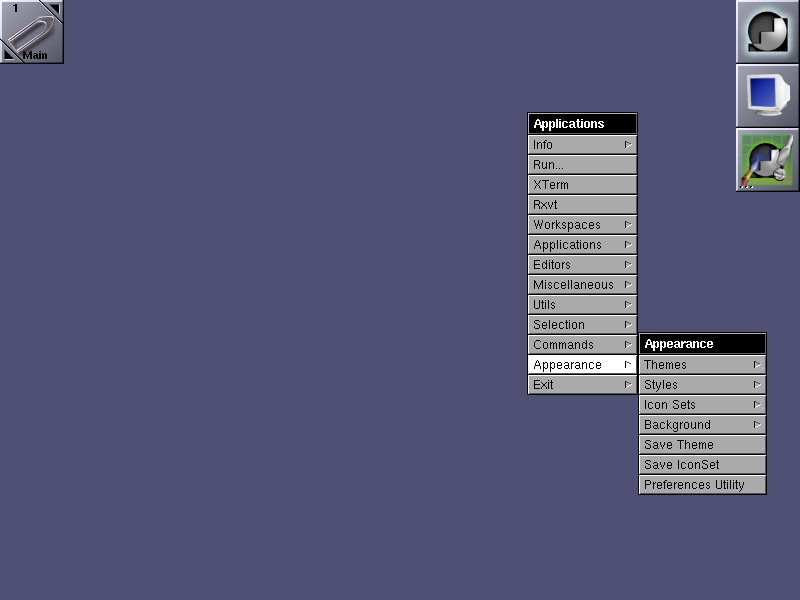
Window Maker
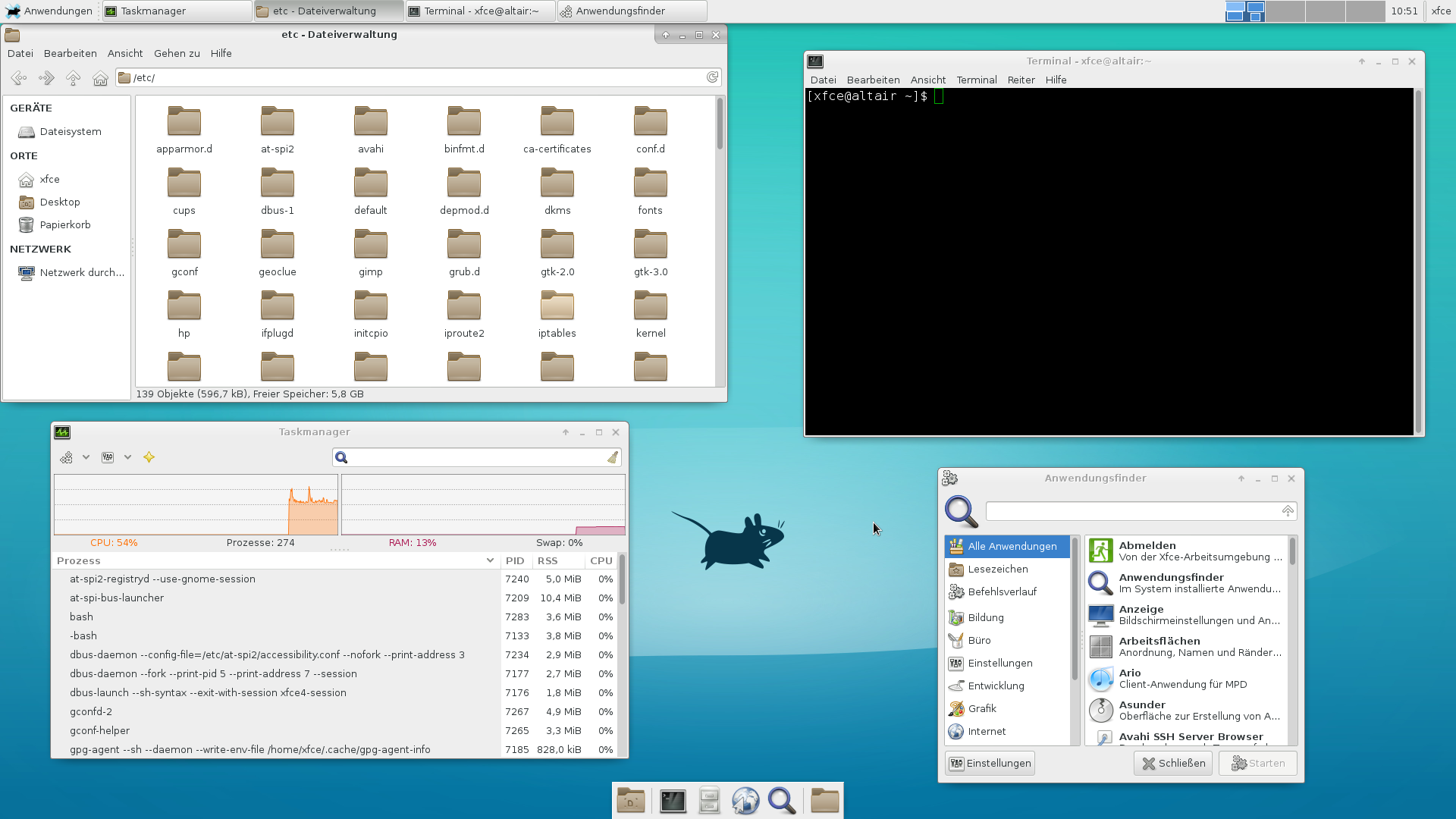
Xfce
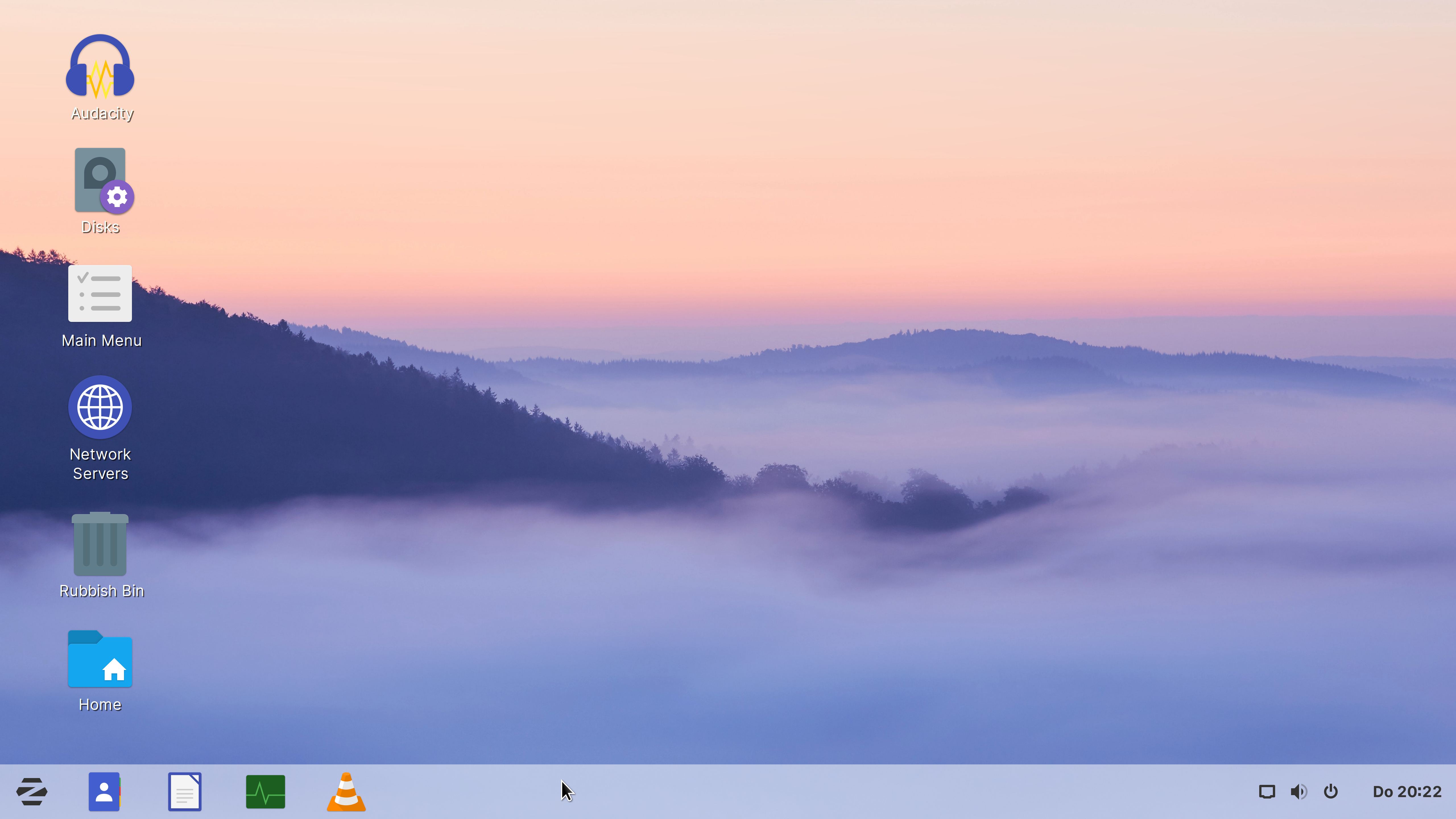
Zorin/ Zorin OS